# Adetomeris ruizi
Adetomeris ruizi är en fjärilsart som beskrevs av Emilio Ureta 1942. Adetomeris ruizi ingår i släktet Adetomeris och familjen påfågelsspinnare. Inga underarter finns listade i Catalogue of Life.